# Milichus boucomonti
Milichus boucomonti là một loài bọ cánh cứng trong họ Bọ hung (Scarabaeidae).